# The Breathtaking Blue
The Breathtaking Blue és un àlbum del grup alemany Alphaville aparegut el 1989. El vídeo d'aquest àlbum es va realitzar el 1990 i es deia Songlines. El compact disc d'aquest àlbum fou un dels primers a sortir amb el format CD+G d'una manera comercial. La durada total és de 42:59 min.
De l'àlbum van aparèixer aquests tres singles:
- "Romeos" (1989)
- "Summer Rain" (1989)
- "Mysteries of Love" (1990)

## Llista de temes
1. "Summer Rain" – 4:10
2. "Romeos" – 5:29
3. "She Fades Away" – 4:57
4. "The Mysteries of Love" – 4:55
5. "Ariana" – 3:42
6. "Heaven or Hell" – 3:27
7. "For a Million" – 6:09
8. "Middle of the Riddle" – 3:19
9. "Patricia's Park" – 4:12
10. "Anyway" – 2:48